# 松尾明子
松尾 明子（まつお あきこ）は、大阪府出身のナレーター、DJ。愛称「まっちゅー」。
MC企画所属。主に関西で活動している。四條畷学園女子短期大学卒。

## 現在出演中の番組
- Welcome to マッチュルーム （RADIO BALLOON）
- ピーチ流!（読売テレビ）ナレーション
- 情報ライブ ミヤネ屋（読売テレビ）月曜・金曜ナレーション
- にじいろジーン（関西テレビ）ナレーション
- よーいドン（関西テレビ）ナレーション

## 過去出演した番組
- ごきげん千里８３７(やぁ、みんな)（FM千里）
- ちちんぷいぷい（毎日放送）占いコーナー ナレーション
- おひるねっとステーション（e-radio）
- 2時ワクッ!（関西テレビ）ナレーション
- 2時ドキッ!（関西テレビ）ナレーション
- ナイトinナイト（ABCテレビ）ナレーション
- 島田紳助がオールスターの皆様に芸能界の厳しさ教えますスペシャル!（1997年秋・1998年秋、読売テレビ）
- EXテレビ(読売テレビ)
- 羽川英樹のホンキートーク（ABCラジオ）アシスタント

他、関西のテレビ番組のCM・ナレーション・司会出演多数

## その他
- 緊急特別DVD 追悼ケンドーコバヤシさん・ナレーション